# NGC 405

NGC 405

NGC 405 في الفهرس العام الجديد، هي نجم مزدوج، تقع في كوكبة العنقاء. اكتشفت في 6 سبتمبر 1834 بواسطة جون هيرشل.

## روابط خارجية
- NGC 405 على موقع ويكي سكاي: DSS2, SDSS, GALEX, IRAS, Hydrogen α, X-Ray, Astrophoto, Sky Map, Articles and images